# ۲۶ (قمری)
۲۶ (قمری)، بیست و ششمین سال در گاهشماری هجری قمری است. اول محرم این سال برابر با بیستم اکتبر سال ۶۴۶ میلادی است.

## زادگان
- ۴ شعبان : عباس بن علی
- عبدالملک بن مروان